# Kasplja
De Kasplja (Russisch: Каспля) is een rivier in Rusland en Wit-Rusland.
De Kasplja ontspringt vanaf het gelijknamige meer. De totale lengte is 224 kilometer, waarvan de eerste 157 kilometer op Russisch gebied (oblast Smolensk) en de overige 67 kilometer in Wit-Rusland, oblast Vitebsk. De Kasplja mondt uit in de Westelijke Dvina, aan de rechteroever, ter hoogte van de plaats Soerazj. De enige stad waar de Kasplja langs stroomt is Demidov.
Tijdens het Vikingtijdperk was de Kasplja als onderdeel van de handelsroute van de Varjagen naar de Grieken van groot economisch belang: er bevond zich een overtoom tussen de Kasplja en de Dnjepr via enkele zijrivieren.